# Liste der Staatsoberhäupter von Bulgarien
Diese Liste beinhaltet eine Auflistung der bulgarischen Staatsoberhäuptern seit der Abschaffung der Monarchie im Jahre 1946 bis dato. Für die bulgarischen Monarchen-Staatsoberhäuptern von 632 bis 1946 siehe Liste der Herrscher von Bulgarien.
Nach der bulgarischen Verfassung von 1991 ist das Staatsoberhaupt der Republik Bulgarien der Präsident.

## Vorsitzender des Provisorischen Präsidiums
| Name           | Lebensdaten | Amtszeit                              | Partei |
| -------------- | ----------- | ------------------------------------- | ------ |
| Wassil Kolarow | 1877–1950   | 15. September 1946 – 9. Dezember 1947 | BKP    |

## Vorsitzende des Präsidiums der Nationalversammlung
| Name                                                               | Lebensdaten         | Amtszeit                           | Partei |
| ------------------------------------------------------------------ | ------------------- | ---------------------------------- | ------ |
| Mintscho Kolew Nejtschew                                           | 1897–1956           | 9. Dezember 1947 – 27. Mai 1950    | BKP    |
| Georgi Parwanow Damjanow                                           | 1892–1958           | 27. Mai 1950 – 27. November 1958   | BKP    |
| Georgi Kulischew Gugow und Nikolaj Georgiew Iwanow (kommissarisch) | 1885–1974 1906–1987 | 27. November – 30. November 1958   | BKP    |
| Dimitar Ganew                                                      | 1898–1964           | 30. November 1958 – 20. April 1964 | BKP    |
| Gugow und Iwanow (kommissarisch)                                   | 1885–1974 1906–1987 | 20. April – 23. April 1964         | BKP    |
| Georgi Trajkow                                                     | 1898–1975           | 23. April 1964 – 7. Juli 1971      | BKP    |

## Staatsratsvorsitzende
| Name           | Lebensdaten | Amtszeit                          | Partei |
| -------------- | ----------- | --------------------------------- | ------ |
| Todor Schiwkow | 1911–1998   | 7. Juli 1971 – 17. November 1989  | BKP    |
| Petar Mladenow | 1936–2000   | 17. November 1989 – 3. April 1990 | BKP    |

## Vorsitzende (Präsidenten)
| Name                            | Lebensdaten | Amtszeit                         | Partei    |
| ------------------------------- | ----------- | -------------------------------- | --------- |
| Petar Mladenow                  | 1936–2000   | 3. April – 6. Juli 1990          | BKP       |
| Stanko Todorow (kommissarisch)  | 1920–1996   | 6. Juli – 17. Juli 1990          | parteilos |
| Nikolaj Todorow (kommissarisch) | 1921–2003   | 17. Juli – 1. August 1990        | parteilos |
| Schelju Schelew                 | 1935–2015   | 1. August 1990 – 22. Januar 1992 | SDS       |

## Präsidenten
| Name              | Lebensdaten | Amtszeit                          | Partei    |
| ----------------- | ----------- | --------------------------------- | --------- |
| Schelju Schelew   | 1935–2015   | 22. Januar 1992 – 22. Januar 1997 | SDS       |
| Petar Stojanow    | * 1952      | 22. Januar 1997 – 22. Januar 2002 | SDS       |
| Georgi Parwanow   | * 1957      | 22. Januar 2002 – 22. Januar 2012 | BSP       |
| Rossen Plewneliew | * 1964      | 22. Januar 2012 – 22. Januar 2017 | GERB      |
| Rumen Radew       | * 1963      | 22. Januar 2017 – amtierend       | parteilos |